# Рид, Питер (шахматист)
Питер Рид (англ. Peter Reid, 26 ноября 1910, Орпингтон — 16 августа 1939, Скай) — британский шахматист и альпинист.

## Биография
Родился в семье адвоката (солиситора), позже работавшего в Джорджтауне (Британская Гвиана). Окончил Кембриджский университет. По окончании университета жил в Эдинбурге. За год до смерти вернулся в Лондон. Работал страховым агентом в компании «Standard Life Assurance Company». Готовился получить профессию актуария и сдал вступительный экзамен в Институт актуариев (Лондон).
Во время учебы в Кембридже был секретарем университетского шахматного клуба. Позже входил в число сильнейших шотландских шахматистов. В 1937 г. в составе сборной Шотландии участвовал в шахматной олимпиаде (выступал на 4-й доске). В базах есть 5 партий П. Рида из этого турнира: победа над И. Пеликаном (Чехословакия) и поражения от Ф. Маршалла (США), Э. Штейнера (Венгрия), Т. ван Схелтинги (Нидерланды), К. Озолса (Латвия).
Был опытным альпинистом. Погиб при восхождении на гору Ан-Чох, расположенную в массиве холмов Куллин-Хиллс на острове Скай в архипелаге Внутренние Гебриды. Партнером по восхождению была доктор Барбара Джоан Рэйвен из Пёрли (в некоторых публикациях ее ошибочно именуют невестой Рида, по свидетельству отца Рида, они были коллегами по альпинистскому спорту и совершали первое совместное восхождение). Во время подъема по отвесному склону Рид, шедший первым, сорвался с высоты 70 футов и упал на небольшую площадку. Рэйвен сумела спуститься к нему и оказать первую помощь, после чего ушла за спасательной командой. Прибывшие на место спасатели нашли Рида уже мертвым. По словам Рэйвен, Рид успел сказать ей, что причиной падения стало онемение рук.